# Insulineanalogon
Een insulineanalogon is een kunstmatige vorm van insuline die gebaseerd is op humane insuline en hetzelfde effect heeft op het menselijk lichaam. Een insulineanalogon wordt verkregen door middel van genetische manipulatie; meer in het bijzonder met behulp van recombinant-DNA-technieken.
Het doel hierbij is om een humane insuline zodanig aan te passen dat deze sneller, of juist langzamer, opgenomen worden na toediening. Op deze manier worden kortwerkende en langwerkende insulines gecreëerd.
Voordat het mogelijk was om met behulp van recombinant-DNA-technieken insulineanaloga gebaseerd op humane insuline te maken gebruikte men insuline van varkens (of koeien). Vanaf ca. 1980 werd het mogelijk deze chemisch gelijk te maken aan humane insuline.
Het eerste insulineanalogon dat op de markt gebracht werd is Insuline lispro. Dit werd onder de merknaam Humalog in 1996 op de markt gebracht door Lilly.
Onderstaande tabel geeft een overzicht van de insulineanaloga die in Nederland verkrijgbaar zijn. De verandering ten opzichte van normaal menselijk insuline is aangegeven. De derde kolom geeft de positie van de verandering: de A- of de B-keten van insuline, en het nummer van het aminozuur. De vierde kolom geeft de verandering. Ter vergelijking is ook varkensinsuline opgenomen.
| Naam               | Merknaam             | Verandering | Opmerking                                                 |
| ------------------ | -------------------- | ----------- | --------------------------------------------------------- |
| Insuline aspart    | Novorapid, Novomix   | B28         | proline wordt asparaginezuur                              |
| Insuline detemir   | Levemir              | B29         | lysine krijgt een vetzuurketen (Myristinezuur)            |
| Insuline degludec  | Tresiba              | ..          | ..                                                        |
| Insuline glargine  | Lantus               | A21 Na B30  | asparagine wordt proline Verlenging met tweemaal arginine |
| Insuline glulisine | Apidra               | B3 B29      | asparagine wordt lysine wordt glutaminezuur               |
| Insuline lispro    | Humalog, Humalog mix | B28, B29    | Lysine en proline omgewisseld                             |
| Varkensinsuline    |                      | B30         | Threonine bij mens, alanine bij varken                    |

Termen:
Bloedglucosespiegel ·
Glykemische index ·
Hyperglykemie ·
Hypoglykemie ·
Insuline ·
Insulineanalogon ·
Pancreas

Hulpmiddelen:
Glucosemeter ·
Inhaleerbare insuline ·
Insulinepen ·
Insulinepomp ·
Prikpen

Insuline:
Snelwerkend:
Insuline lispro ·
Insuline aspart ·
Insuline glulisine
Kortwerkend:
Gewoon insuline
Middellangwerkend:
NPH-insuline
Langwerkend:
Insuline glargine ·
Insuline detemir

Bedrijven en leveranciers:
Eli Lilly ·
Novo Nordisk ·
Sanofi-aventis ·
Pfizer